# Camino real del Puente Antiguo

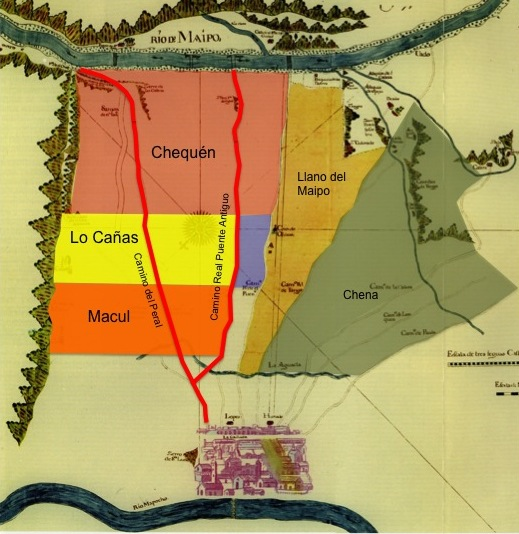
Figura 1. Se observa en trazo rojo el camino del Peral-Chequén y el camino del Puente Antiguo. Se destacan además las principales haciendas o chacras del sector sur-oriente y sur-poniente de la ciudad de Santiago de Chile en el período colonial. En color violeta se muestra un terreno de la familia Jaraquema denominado tierras de los Xaras e inmediatamente al norte de él las tierras de la hacienda del Convento de San Francisco denominada Monte Albernas(sin color).

El camino real del Puente Antiguo del río Maipo es un camino colonial que se dirigía de la ciudad de Santiago de Chile a las tierras de Pirque (al sur del río Maipo). 

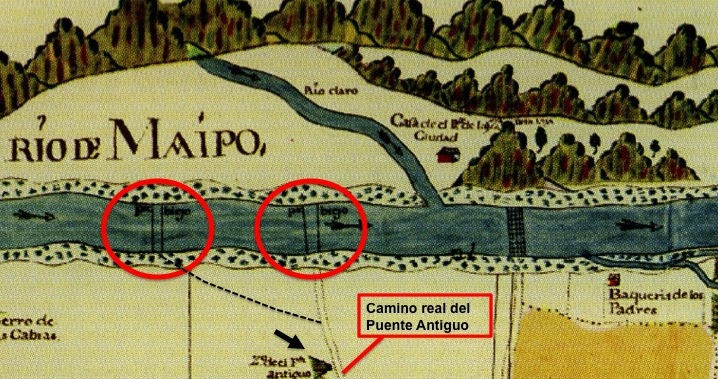
Figura 2. Se observa en dos círculos rojos los denominados Puentes Antiguos del Maipo. Se destaca el camino real del Puente Antiguo y un posible empalme al puente más al oriente en línea punteada. Se indica además con una flecha negra el denominado cerro del Puente Antiguo (hoy cerro las Cabras). Ver información complementaria en artículo camino del Peral.

## Caracterización
Este camino no debe confundirse con el camino real del Puente Nuevo (correspondiente aproximadamente a la actual avenida Santa Rosa) o con el camino real del Sur o camino de la Frontera (actual calle San Diego y su continuación al sur llamada Gran Avenida José Miguel Carrera). Actualmente su trazado corresponde aproximadamente a la actual avenida Vicuña Mackenna. También es denominado en algunos documentos como camino del cerro de las Cabras, Camino de Santiago a Macul o simplemente camino de Macul. Existía además un camino denominado del Chequén o camino del Peral, también denominado en otros documentos como camino del Portillo para Mendoza, localizado al oriente de este camino y cuyo trazado corresponde actualmente a la avenida La Florida.

## Historia
Este camino tomó su nombre de un puente construido antiguamente sobre el río Maipo para dirigirse desde la ciudad de Santiago hacia las tierras denominadas la hacienda de Santa Rita de Pirque. Al parecer, este puente fue construido muy tempranamente durante el período colonial y al compararlo posteriormente con un puente localizado al poniente (ver Camino real del Puente Nuevo) pasó a denominarse del Puente Viejo. Además, este camino servía como límite poniente de la antigua hacienda de  Macul (ver artículo Historia de las Tierras de Macul) y de la hacienda de lo Cañas (ver Historia de la hacienda de lo Cañas). Es importante destacar que probablemente hayan existido durante el período colonial al menos dos puentes denominados de esta manera (ver Figura 2). Sin embargo, probablemente ambos puentes hayan empalmado con el mismo camino real.